# Samus Aran
Samus Aran (japanska: サムス・アラン, Samusu Aran) är huvudfigur i Nintendos tv-spelserie Metroid. Hon debuterade i NES-spelet Metroid 1986.
Samus Aran var tidigare soldat för Galactic Federation innan hon blev en galaktisk prisjägare (rymdpolis enligt Bergsala), huvudsakligen iförd ett artificiellt exoskelett med en inbyggd kanon som främsta vapen. Genom serien utför hon uppdrag åt Galactic Federation medan hon jagar de fientliga rymdpiraterna och deras ledare Ridley tillsammans med de parasitiska Metroid-organismerna.
Samus är med i samtliga Metroid-spel och har även medverkat i media utanför spelserien, däribland serietidningen Captain N: The Game Master och Super Smash Bros.-spelen. Hon är allmänt känd som en av de första kvinnliga huvudfigurerna i tv-spelshistorien och har förblivit en populär figur i mer än 30 år efter hennes första framträdande.

## Spelfiguren
Super Metroid's Player's Guide beskriver Samus som en atletisk kvinna som är 6 ft 3 in (1,91 m) lång och väger 198 pund (90 kg) utan sin dräkt. Hon ses oftast iförd sin Power Suit, ett artificiellt exoskelett som skyddar henne från de flesta faror hon möter och kan uppgraderas genom power ups under spelets gång. Ena ärmen på dräkten är vanligtvis försedd med en kanon som kan laddas upp för att avfyra en extra kraftfull kula, ett begränsat antal missiler samt diverse strålar. Samus dräkt kan krympa ihop till en sfär, ett läge kallat Morph Ball, som låter henne rulla genom smala ytor såsom tunnlar. Dräkten kan skanna objekt för att lära sig mer om dem, och har en greppstråle som används för att ta sig över långa avstånd, exempelvis avgrunder. Sedan Metroid II: Return of Samus har Samus haft sitt rymdskepp, Gunship, till hjälp för att spara spelomgångar samt återställa skadepoäng och ammunition. De tillfällen Samus visar sig utan sin Power Suit sker huvudsakligen i spelens mellansekvenser, bland annat i en mer avslöjande klädsel under slutscenerna. I Metroid: Zero Mission introducerades även Zero Suit, en blå overall i smal passform som hon bär under Power Suit-dräkten.
Mangaserien Metroid beskriver Samus bakgrund. Hon föddes och uppväxte upp på gruvplaneten K-2L, och när hon var barn attackerades planeten av rymdpirater ledda av Ridley som dödade båda hennes föräldrar och förintade planeten. Den föräldralösa Samus hittades sedan av en fågelliknande utomjordisk ras kallad Chozo, som tog henne till deras hemplanet, Zebes. Samus fylldes med Chozo-DNA för att ge henne en stark resistens mot främmande miljöer, och tränades sedan upp som en krigare och fick en av Chozo-folkets artefakter, Power Suit-dräkten. Hon rekryterades av Galactic Federation men lämnade på grund av oenigheter med sin befälhavare, Adam Malkovich. Samus började istället jobba som en frilansande prisjägare och blir tilldelad uppdrag av Galactic Federation "på grund av hennes överlägsna förmågor och rättskänsla". Merparten av hennes uppdrag äger rum kring galaxen medan hon avlägsnar motbjudande element såsom den märkliga organismen Metroid, som kan ta livsenergi och ofta används som biologiska vapen.

### Koncept och utveckling

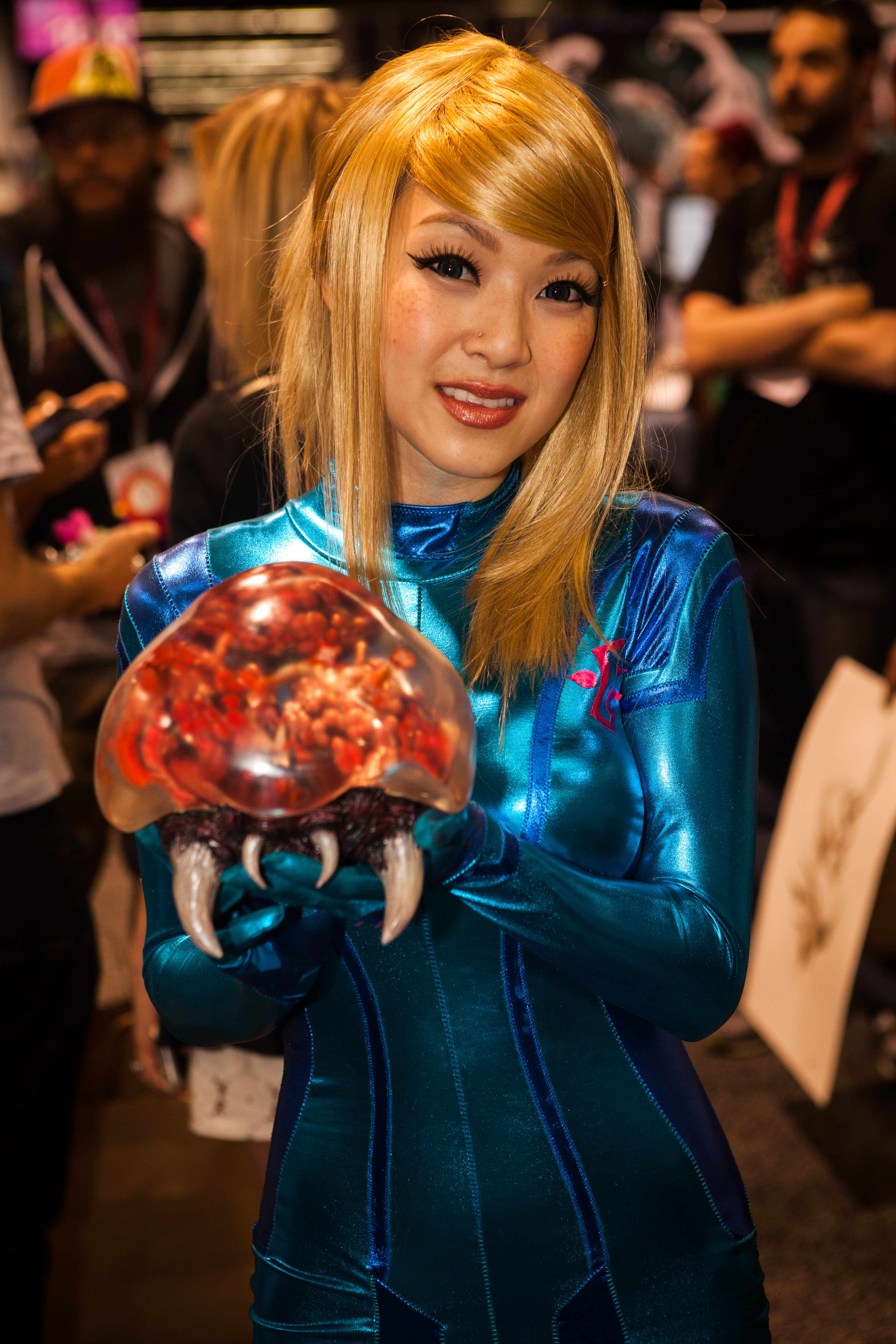
En person utklädd till Samus iförd Zero Suit-dräkten, med en Metroid i händerna.

Stilen för det första Metroid-spelet var utformad som en blandning mellan det sidscrollande upplägget hos Super Mario-spelen och de utforskande och problemlösande aspekterna hos The Legend of Zelda-serien, med inspiration från science fiction. Spelets figurer tänktes ut av Makoto Kano medan Hiroji Kiyotake utformade huvudfiguren Samus Aran. Samus kan dra ihop sig till en boll för att ta sig genom smala ytor. Denna förmåga, som kallades för Maru Mari ("rund boll" på japanska) i det första Metroid-spelet och senare Morph Ball i Super Metroid, kom till av utvecklarna för att den var enklare att animera än "en cyborg krypande på alla fyra", och Metroids producent Gunpei Yokoi drog fördel av denna genväg.
Det första spelets atmosfär influerades av Ridley Scotts film Alien. Seriens medgrundare Yoshio Sakamoto mindes, "Vi var halvvägs genom utvecklingsprocessen när en av medarbetarna sa 'Hörrni, visst vore det lite häftigt om det visade sig att personen inuti dräkten var en kvinna?'". Utvecklarna höll en omröstning kring idén och den gick igenom. Spelets instruktionsmanual refererar till Samus som om hon vore en man, för att hålla hennes sanna kön hemligt framtill slutet av spelet. Sakamoto noterade att under Metroid-seriens gång har utvecklare ständigt försökt att uttrycka Samus femininitet utan att framställa henne som ett sexobjekt. Samus image baserades på skådespelerskan Sigourney Weaver i hennes roll som Ellen Ripley från Aliens - Återkomsten, samt skådespelerskan Kim Basinger från 9½ Weeks och Min fru är en utomjording. Sakamoto och Kiyotake sa att figurens efternamn "Aran" togs från fotbollsspelaren Pelés riktiga namn Edson Arantes do Nascimento.

## Framträdanden

### Metroid-serien
I Metroid skickar Galactic Federation Samus att leta reda på rymdpiraterna på deras hemplanet Zebes. Djupt inne i deras bas slåss hon mot Moderhjärnan, organismen som styr över basens försvar, och hinner precis att fly basen innan den kollapsar. I Metroid II: Return of Samus bemyndigar Galactic Federation Samus att utrota alla Metroid-varelser på planeten SR388. Hon beger sig djupt in i planetens grottor. Efter att ha förintat Metroid Queen upptäcker Samus en nyfödd liten Metroid som tyr sig till henne och tror att hon är hennes mamma. Samus skonar den och tar den med sig tillbaka till sitt rymdskepp.
I Super Metroid, precis efter att hon gett ungen till en Federation-forskningsstation, spårar Samus ungen (stulen av Ridley) till en nyligen återuppbyggd rymdpiratbas på Zebes. Hon tar sig långt ner under jorden där hon till slut hittar de nu fullväxta Metroiden, för att sedan bekämpa en nyligen återuppbyggd och kraftfullare Moderhjärna. Metroid-ungen offrar sig själv för att rädda Samus varefter Samus besegrar Moderhjärnan och flyr medan hela planeten förstörs. I Metroid Fusion återvänder Samus till SR388, där en parasitisk infektion nästan dödar henne. Federation-forskare utför en kirurgisk borttagning av stora delar av hennes korrupta Varia Suit och injicerar henne med Metroid-ungens DNA för att rädda henne. För att hindra parasiterna från att sprida sig utanför SR388 och rymdstationen som kretsar över den, ställer Samus in stationen att krascha på planeten.
Metroid: Other M, som utspelar sig mellan Super Metroid och Fusion, ger mer information om Samus bakgrund och hennes känslosamma koppling till både Metroid-ungen och hennes tidigare befälhavare, Adam Malkovich, såväl som hennes relation till alla fyra skepnader av Moderhjärnan; Zebes' Mother Brains, Aurora Unit 313 och MB.
I Metroid Prime reser Samus till planeten Tallon IV, där det finns en Chozo-koloni i ruiner och en rymdpiratbas. På planeten lär hon sig om Phazon, en mystisk mutagen som kan förändra det genetiska materialet hos vilken organism som helst. Till slut hittar Samus källan till planetens Phazon-förorening, en krater från ett meteoritnedslag, där hon besegrar den Phazon-fyllda varelsen Metroid Prime. I Metroid Prime 2: Echoes skickas Samus till planeten Aether, vilken är full av Phazonmeteorer och indelad i ljusa och mörka dimensioner. Där slåss hon mot Ing-varelser, som kan besitta andra organismer, och Dark Samus, en ond dubbelgångare av henne själv som bildats ur resterna från Metroid Prime. I Metroid Prime Hunters tävlar Samus mot sex prisjägarrivaler i en tävling för att återfå ett kraftfullt vapen. I Metroid Prime 3: Corruption infekteras Samus av Phazon och blir sakta korrumperad av mutagenet samtidigt som hon försöker hindra det från att sprida sig till andra planeter. Vid slutet av spelet stoppar hon all Phazon genom att förinta dess ursprungskälla, planeten Phaaze, och besegrar Dark Samus.

### Andra framträdanden
Samus medverkade i en serietidning kallad Captain N: The Game Master, publicerad av Valiant Comics 1990 och baserad på den animerade tv-serien med samma namn, fastän Samus aldrig var med i tv-serien. I serierna framställs Samus som fräck, pengahungrig och våldsamt självständig. 1UP.com beskrev Samus i Captain N-serien som "stojig, vårdslös och hamnar i bråk med Lana över Kevins känslor, vilket står för några av de mest underhållande händelserna i serien". Det gjordes även serietidningar och manga av Metroid.
Samus är en spelbar figur i alla fem Super Smash Bros.-spelen, där hon kan använda en rad olika vapen i strid mot figurer från andra tv-spel. Super Smash Bros. Brawl och det fjärde Super Smash Bros.-spelet har även en alternativ form av Samus kallad Zero Suit Samus, i vilken hjältinnan tappar sin Power Suit och får en annorlunda uppsättning rörelser och attacker. Hon har också en huvudroll i Brawls äventyrsläge Subspace Emissary där hon slåss mot Ridley med Pikachu vid sin sida. I det fjärde Super Smash Bros.-spelet är Samus och Zero Suit Samus listade som två separata figurer, och Zero Suit Samus har uppgraderats med raketdrivna skor.
Samus gör cameoframträdanden i tv-spelen Galactic Pinball (1995), Super Mario RPG (1996), Kirby Super Star (1996) och Kirby's Dream Land 3 (1997), och medverkar även som en icke-spelbar figur i Dead or Alive: Dimensions av medutvecklarna till Metroid: Other M, Team Ninja.
Det har producerats många olika samlarfigurer med Samus av olika tillverkare. First 4 Figures producerade Varia Suit Samus-figurer i en upplaga om 2000 exemplar, varav alla sålde slut. Good Smile Company tillverkade en figma och en staty av Samus baserade på hennes utseende i Other M. Samus lanserades även som en av de 12 ursprungliga Amiibo-figurerna i november 2014.

## Kulturellt inflytande
Samus var en av de första stora kvinnliga huvudfigurerna i ett tv-spel. Även om Toby Masuyo ("Kissy") från Namcos Alien Sector (Baraduke) var ett år före henne beskriver 2013 års upplaga av Guinness World Records Gamer's Edition Samus som "den första spelbara mänskliga kvinnliga tv-spelfiguren i ett mainstreamspel" med en beständig popularitet och uppgav att försäljningen av Metroid-spelen hade överstigit 17,44 miljoner exemplar i september 2012. Som kvinna i en mansdominerad roll har Samus allmänt betraktats som ett genombrott för kvinnliga spelfigurer.
2009 kallade GameDaily Samus för tv-spelsindustrins "första dominanta kvinna, en 'femme de force' som inte förlitade sig på en man för att rädda henne" och rankade henne etta på en lista över Nintendos bästa figurer genom tiderna. 2010 rankade James Hawkins från Joystick Division henne etta på sin lista över de "tuffaste brudarna" i tv-spel och tillade att hon "gjorde alla andra figurer på den här listan möjliga", medan UGO.com rankade henne på plats 20 på en lista över de bästa hjältarna genom tiderna. 2011 listade Nintendo Power Samus som deras tredje favorithjälte och lyfte fram hennes mod trots farliga situationer, medan UGO.com även tog med henne på en lista över spelfigurer som behöver sina egna filmer. Samma år utsåg Empire henne till den 26:e bästa spelfiguren, med motiveringen "oavsett om du ser henne som ett genombrott för feminism eller bara en annan ansiktslös sci-fi-krigare, var 1986 års oväntade avslöjande som visade att kvinnor kunde mer vara del av speltradition än ögongodis för nördiga killar en uppfriskande och oförglömlig händelse". 2012 rankades Samus som den femte "mest minnesvärda, inflytelserika och tuffa" huvudfiguren i tv-spel av GamesRadar, som skrev: "Oavsett om hon är i 2D eller 3D, i ett sidescroller eller FPS så lyser alltid hennes styrka och beslutsamhet igenom, vilket ger henne styrka att besegra både svävande utomjordingar och rymdpirater". 2013 utsåg Complex henne till den elfte häftigaste spelfiguren genom tiderna, såväl som den största hjältinnan i tv-spelshistorien och den tredje största soldaten i tv-spel.

## Metroid-spel och cameo-framträdanden
Ordnade efter de amerikanska lanseringsdatumen
1. Metroid (1986 - NES)
2. Nintendo's Tetris (1989 - NES) (Cameo)
3. Metroid II: Return of Samus (1991 - Game Boy)
4. Super Metroid (1994 - SNES)
5. Super Mario RPG: Legend of the Seven Stars (1996 - SNES) (Cameo)
6. Kirby's Fun Pak (1996 - SNES) (Cameo)
7. Kirby's Dream Land 3 (1997 - SNES) (Cameo)
8. Super Smash Bros. (1999 - N64)
9. Super Smash Bros. Melee (2001 - Gamecube)
10. Metroid Prime (2002 - Gamecube)
11. Metroid Fusion (2002 - Game Boy Advance)
(Metroid Prime och Metroid Fusion lanserades samma dag)
12. Metroid: Zero Mission (2004 - Game Boy Advance)
13. Metroid (2004 - Game Boy Advance) (en nyversion av originalspelet. Tillhör Classic NES-serien)
14. Metroid Prime 2: Echoes (2004 - Gamecube)
15. Metroid Prime Pinball (2005 - Nintendo DS)
16. Metroid Prime: Hunters (2006 - Nintendo DS)
17. Metroid Prime 3: Corruption (2007 - Wii)
18. Super Smash Bros. Brawl (2008 - Wii)
19. Metroid: Other M (2010 - Wii)